# Le Héros (1801)
Pour les autres navires du même nom, voir Le Héros.
Le Héros est un vaisseau de 74 canons de la classe Téméraire en service dans la marine française puis dans la marine espagnole pendant les guerres napoléoniennes. Construit à la fin de la Révolution française, il participe à la bataille de Trafalgar et est capturé à Cadix par les Espagnols en 1808. Il est démoli en 1845.

## Conception et construction
Le Héros est un vaisseau de la classe Téméraire, classe qui constitue l'ossature de la flotte de guerre française de la fin du XVIIIe siècle et du début du XIXe siècle. Long de 55,87 m, et large de 14,45 m, son tirant d'eau est de 6,44 m. Il est armé de 28 canons de 36 livres, 30 canons de 18 livres et 16 canons de 8 livres. À ces 74 canons, s'ajoutent 4 obusiers de 36 livres.
Construit à l'arsenal de Rochefort, le vaisseau est lancé en 1801.

## Service actif
En 1801, le Héros est envoyé à Saint-Domingue, d'où il revient avec Toussaint-Louverture prisonnier à son bord. À la reprise de la guerre avec le Royaume-Uni, le vaisseau se réfugie dans le port espagnol du Ferrol.

### Campagne de Trafalgar

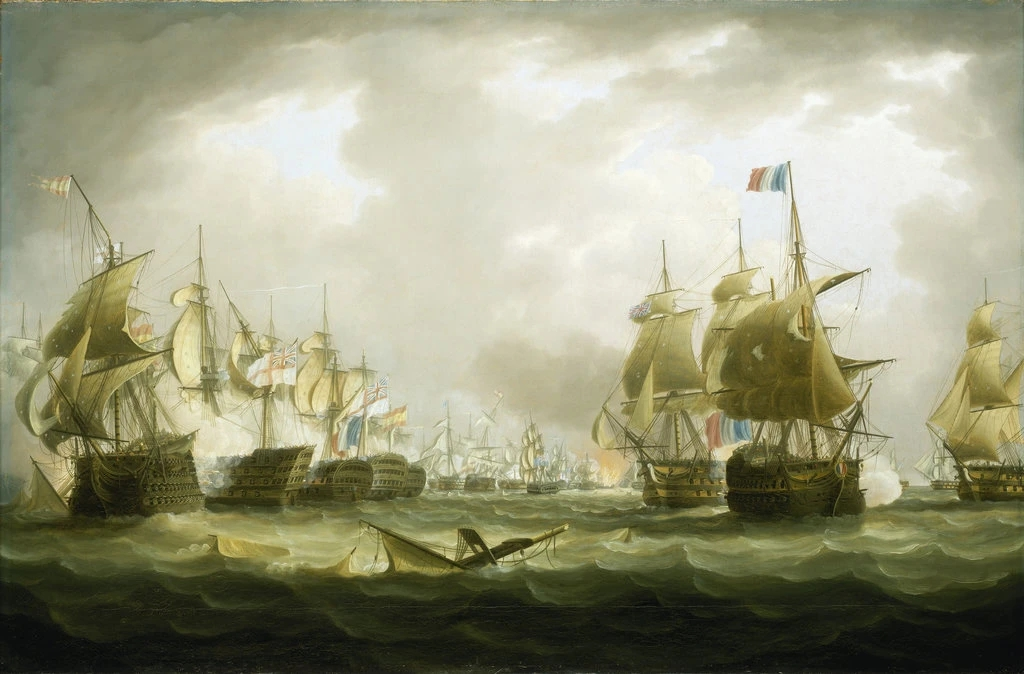
Rupture de la ligne de bataille alliée par les vaisseaux britanniques.

Lorsque le 2 août 1805, la flotte combinée de Villeneuve se présente devant le Ferrol, il y trouve une division de cinq vaisseaux français, dont le Héros, commandée par le contre-amiral Gourdon, ainsi que de nombreux vaisseaux espagnols. La flotte combinée fait ensuite voile vers Cadix où elle s'enferme ; le Héros est alors qualifié par Villeneuve, dans son rapport au ministre Decrès de vaisseau qui « marche mal ».
Le 19 octobre, le Héros fait partie des premiers vaisseaux à réussir à sortir de la rade de Cadix, et à se regrouper sous les ordres du contre-amiral Magon, en attendant le reste de la flotte alliée qui ne réussit sa sortie que le 20 au matin. Le 21 octobre au matin, la flotte combinée s'est disposé en ligne de bataille, bien qu'imparfaitement. Le Héros se situe dans la 1re escadre, c'est-à-dire au centre du dispositif français. À 8 heures, Villeneuve ordonne un virement lof pour lof et le Héros se trouve alors entre le San Francisco de Asís, qui le précède, et la Santísima Trinidad qui le suit, le San Augustín se trouve lui sur sa droite. Au début de la bataille, le Héros échange des tirs avec la tête de la colonne britannique de Nelson. Le capitaine de frégate Poulain, commandant le navire, est tué dès le début du combat et le commandement est alors assuré par le lieutenant de vaisseau Conor. Lorsque le contre-amiral de Escaño fait hisser le pavillon de ralliement absolu depuis la mâture du Príncipe de Asturias, le Héros le rejoint et navigue vers Cadix, où la flotte rentre le 22 octobre. L'équipage compte 11 tués et 23 blessés.

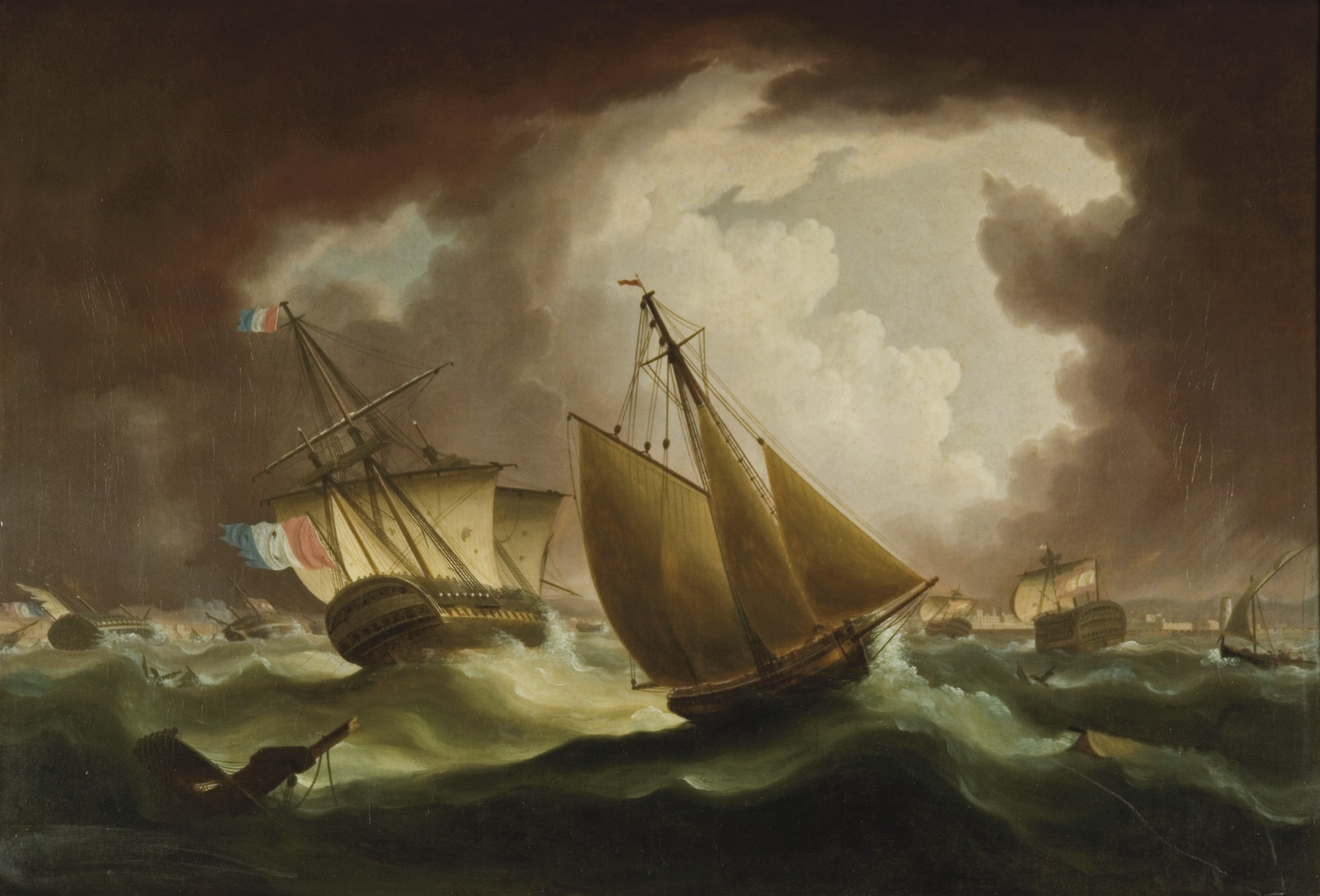
Retour des rescapés de la bataille de Trafalgar à Cadix.

Le 23 octobre, la flotte britannique est en vue de Cadix, alors qu'elle remorque ses prises. Le contre amiral de Escaño réunit en conseil de guerre les capitaines les plus anciens de la flotte alliée et la décision est prise de tenter une contre-attaque. Le capitaine Cosmao du Pluton la dirige, emmenant avec lui les vaisseaux français Neptune et Héros, les vaisseaux espagnols San Francisco de Asís, Rayo et Montañés et les cinq frégates présentes à la bataille de Trafalgar. La contre-attaque permet de reprendre la Santa Ana et le Neptuno, même si ce dernier doit se jeter à la côte.

### Cadix
Le Héros reste à Cadix, au sein de la flotte du vice-amiral Rosily à qui il sert de vaisseau-amiral. Il s'y trouve encore en 1808, sous les ordres du capitaine Bourrand, lorsque la guerre d'Espagne débute. Lors de la capture de l'escadre de Cadix par les Espagnols, Rosily tente d'abord de se défendre en plaçant ses vaisseaux de manière à affronter les canonnières espagnoles et les forts entourant son mouillage ; le Héros présente alors son travers au fort du Trocadéro. L'escadre française finit cependant par se rendre et le Héros est incorporé à la flotte espagnole sous le nom de Heroe.